# Atentado contra el Departamento de Policía de Milwaukee
El Atentado contra el Departamento de Policía de Milwaukee ocurrió el 24 de noviembre de 1917, al estallar una bomba en Milwaukee, la ciudad más grande en el estado de Wisconsin, en los Estados Unidos. Se atribuye su autoría a anarquistas partidarios de Luigi Galleani.
El 24 de noviembre de 1917, una gran bomba de pólvora negra, envuelta como un paquete, fue descubierta por Maude L. Richter, una trabajadora social, cerca de una iglesia católica.  Ella llevó el paquete adentro de la iglesia y notificó al sacristán, Sam Mazzone. Mazzone llevó la bomba hasta la estación central de policía ubicada en las calles Oneida y Broadway. El paquete sospechoso fue llevado hasta el oficial a cargo, el teniente Flood, para ser inspeccionado, cuando la bomba explotó. Nueve miembros del Departamento de Policía resultaron muertos, junto a una mujer civil.
Se creyó en el momento que la bomba había sido puesta frente a la iglesia por anarquistas, en particular por el grupo de "galleanistas", es decir, por seguidores de Luigi Galleani. Por ese entonces la identidad de los autores no pudo ser descubierta. Algunos años más tarde, algunas entrevistas con sobrevivientes del grupo de galleanistas revelaron que Mario Buda, experto fabricante de explosivos, podría haber sido el autor de la bomba de Milwaukee. Cuando ocurrió el atentado, fue el hecho más luctuoso en la historia de la policía de los Estados Unidos, solo sobrepasado por el ataque con bomba a Wall Street en 1920 y los atentados del 11 de septiembre de 2001.